# Марбл Клиф (Охајо)
Марбл Клиф (енгл. Marble Cliff) град је у америчкој савезној држави Охајо.

## Демографија
По попису из 2010. године број становника је 573, што је 73 (-11,3%) становника мање него 2000. године.
| Група             | 2000.       | 2010.       |
| Белци             | 633 (98,0%) | 553 (96,5%) |
| Афроамериканци    | 4 (0,6%)    | 3 (0,5%)    |
| Азијати           | 6 (0,9%)    | 6 (1,0%)    |
| Хиспаноамериканци | 2 (0,3%)    | 9 (1,6%)    |
| Укупно            | 646         | 573         |